# 池田花歩
池田 花歩（いけだ かほ、2001年1月24日 - ）は、日本のタレント、フリーアナウンサー。
東京都出身。スプラウトに所属していた。2025年1月入籍。

## 学歴
雙葉幼稚園、雙葉小学校、雙葉中学校・高等学校、1年の浪人生活を経て津田塾大学総合政策学部卒業。

## 出演番組
過去
- gee up sprout（FMサルース、不定期）
- プライムビズ（BSフジ、キャスター）
- めざましテレビ（フジテレビ、リポーター）